# Canzo
Canzo är en ort och kommun i provinsen Como i regionen Lombardiet i Italien. Kommunen hade 5 167 invånare (2018).